# De duivelse trilogie
De duivelse trilogie  is de titel van het 3de special trilogie van Nero. Vooraan is er ook een extra informatiepagina over Geeraard de Duivel. Deze verscheen in 2005.

## Inhoud
- In De duivelse trilogie zijn drie verhalen gebundeld rond het thema Geeraard de Duivel. De drie verschillende verhalen zijn:

1. De Hoed van Geeraard de Duivel (Deze is speciaal ingekleurd voor deze uitgave)
2. De terugkeer van Geeraard de Duivel
3. De kolbak van How